# Hotel Chevalier
Hotel Chevalier (v anglickém originále Hotel Chevalier) je americko-francouzský krátkometrážní film z roku 2007. Režisérem filmu je Wes Anderson. Hlavní role ve filmu ztvárnili Jason Schwartzman, Natalie Portman, Waris Ahluwalia a Michel Castejon.

## Obsazení
| Jason Schwartzman | Jack Whitman    |
| Natalie Portman   | jeho přítelkyně |
| Waris Ahluwalia   | ochranka        |
| Michel Castejon   | číšník          |